# クライン孝子
クライン孝子（クラインたかこ、1939年12月15日 - 2023年4月22日）は、日本のノンフィクション作家。拓殖大学客員教授。ドイツのフランクフルト・アム・マイン近郊のエシュボルン市に在住していた。満州出身。

## 経歴
1939年、満洲生まれ。戦後日本へ引き揚げ、 京都府福知山市に住み小学校時代を過ごす。 その後愛知県江南市に移住。 滝中学校・滝実業高等学校（現・滝中学校・高等学校）卒業後3年間、家事を手伝う。 その間大学に進学するための学費を貯金し、岐阜市立女子短期大学・英文科に入学。学費はすべてアルバイトで賄った。
短大卒業後、帝国ホテルや外資系貿易会社に勤務。 その伝手で 1968年に渡欧。 生活費稼ぎのため、最初は外資系会社やホテル、 旅行会社に勤め、やがて、ガイドや通訳の仕事につくかたわらチューリッヒ大学でドイツ文学、フランクフルト大学で近代西洋政経史を学んだ。
フランクフルト大学にてドイツ人学生と知り合い結婚し息子を1人もうける。 1983年以降、作家あるいは評論家として日本で著作を発表し、また評論家活動を続けている。
2007年7月13日、日本文化チャンネル桜社長の水島総が代表を務める「慰安婦問題の歴史的真実を求める会」が慰安婦問題に関する対日非難決議案（アメリカ合衆国下院121号決議）に対して駐日アメリカ大使館へ手渡した抗議書に賛同者の一人として名を連ねた。
2023年4月22日、ドイツにおいて肺炎により死去。その1週間前まで家族とともに日本に帰国滞在し、チャンネル桜の対談番組に出演した。

## 著書
- 『幸せへの前奏曲　―ドイツで頑張ってマス―』(三修社、1983年、ISBN 4384037252)
- 『ドイツに暮らす』（1984年、三修社、ISBN 4384069871) ※『幸せへの前奏曲』の改題版
- 『「自由買い」 1963ベルリンの密約』(1987年、文藝春秋、ISBN 416341200X)
- 『統一ドイツ・その知られざる素顔』(1992年、PHP研究所、ISBN 4569536948)
- 『統一ドイツ・新たなる苦悩』(1994年、PHP研究所、ISBN 4569542050)
- 『麻薬解禁』(1996年、講談社、ISBN 4062079364)
- 『歯がゆい国・日本 なぜ私たちが冷笑され、ドイツが信頼されるのか』(1997年、祥伝社、ISBN 4396610661)
- 『もどかしい親と歯がゆい若者の国・日本』(1998年、祥伝社、ISBN 439661067X)
- 『歯がゆいサラリーマン大国・日本 なぜドイツ人は、不況にも動じないのか』(1999年、祥伝社、ISBN 4396610793)
- 『甘やかされすぎるこどもたち』(1999年、ポプラ社、ISBN 4591062015）
- 『歯がゆい日本国憲法 なぜドイツは46回も改正できたのか』（2000年7月、祥伝社、ISBN 9784396611064）
- 『捨てない生活 快適なドイツ流ライフスタイル』(2001年、ポプラ社、ISBN 4591067777)
- 『愛するわが子を「サル」にする親、「ヒト」にする親』(2001年、PHPエディターズ・グループ、ISBN 4569615406）
- 『お人好しの日本人したたかなドイツ人』(2001年、海竜社、ISBN 4759306668）
- 『「対話」劣等生の眠たい日本人』（2002年9月、ポプラ社、ISBN 9784591073612）
- 『拉致!!　―被害者を放置した日本　国をあげて取り戻したドイツ―』（2003年12月、海竜社、ISBN 9784759307955）
- 『国家の決断　―7つの課題―』（2006年2月、海竜社、ISBN 9784759309201）
- 『日本の果たす役割と進むべき方向 第33回防衛セミナー講演集』（2007年3月、隊友会）
- 『大計なき国家・日本の末路　―日本とドイツ、それぞれの戦後を分けたもの―』（2009年9月、祥伝社、ISBN 9784396613426）
- 『原発の謎　―なぜドイツは脱原発、世界は増原発なのか。迷走する日本の―』（2011年9月、海竜社、ISBN 9784759312034）
- 『どうする日本の女性政策』（2015年6月、海竜社、ISBN 9784759314311）
- 『敗戦国・日本とドイツ 戦後70年でなぜ差がついたのか』（2015年11月、祥伝社、ISBN 9784396615369）
- 『日本人の知らないスパイ活動の全貌』（2018年5月、海竜社、ISBN 9784759316094)

### 共著
- 曽野綾子 - 『なぜ日本人は成熟できないのか』（2003年4月、海竜社、ISBN 9784759307320）
- 曽野綾子 - 『いまを生きる覚悟』（2012年3月、致知出版社、ISBN 9784884749583）
- 曽野綾子 - 『日本人はなぜ成熟できないのか （新版）』（2014年7月、海竜社、ISBN 9784759313864）

## TV出演
- 報道ワイド日本 Weekend（毎週金曜日、日本文化チャンネル桜）
コーナー『クライン孝子の「言いたい放談」』に出演